# Anonychia trinasuta
Anonychia trinasuta är en fjärilsart som beskrevs av Eugen Wehrli 1937. Anonychia trinasuta ingår i släktet Anonychia och familjen mätare. Inga underarter finns listade i Catalogue of Life.